# Bilkay Öney

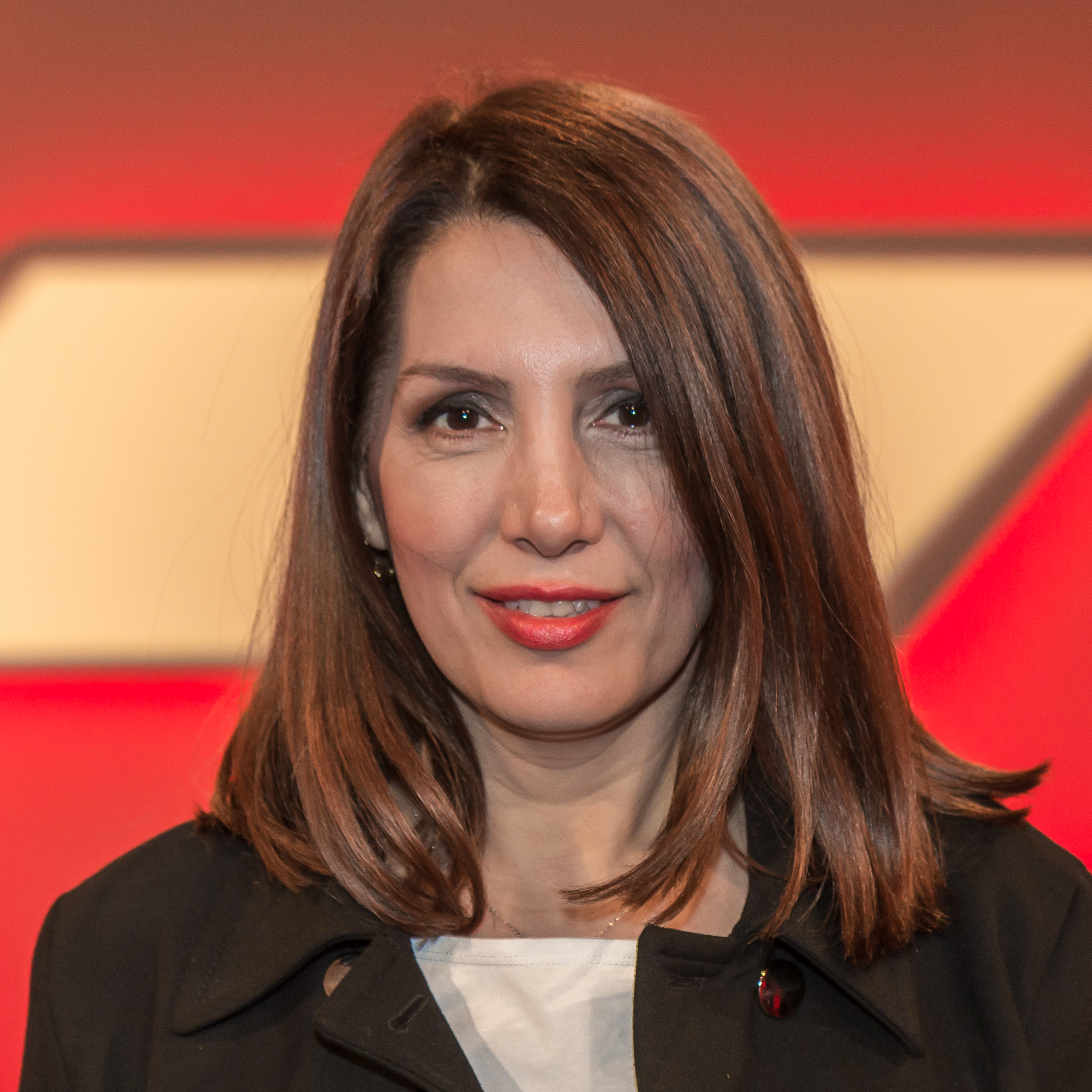
Bilkay Öney 2017

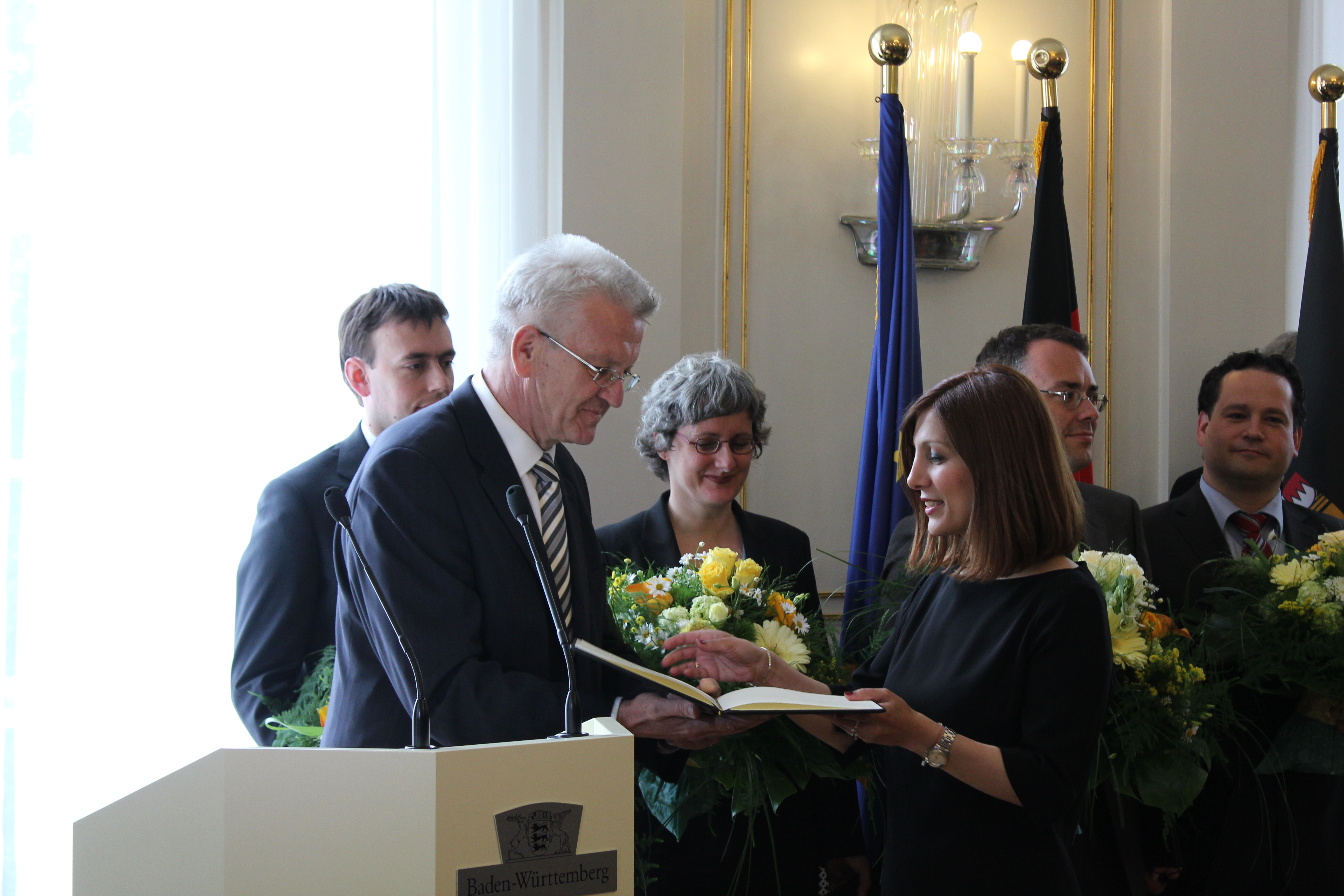
Winfried Kretschmann und Bilkay Öney (2011)

Bilkay Öney, von 2018 bis 2021 Bilkay Kadem, ([bɪlˈkaj œˈnɛj]; * 23. Juni 1970 in Malatya, Türkei) ist eine deutsche SPD-Politikerin. Öney war von 2011 bis 2016 Landesministerin für Integration im grün-roten Kabinett Kretschmann I. Vorher war sie Mitglied der Grünen und von September 2006 bis Mai 2011 Abgeordnete im Abgeordnetenhaus von Berlin. Seit Herbst 2018 ist sie Geschäftsleiterin des Landesbetriebs für Gebäudebewirtschaftung, Betriebsteil B, der zur Senatsverwaltung für Finanzen in Berlin gehört.

## Leben

### Ausbildung und Beruf
Bilkay Öney lebt seit 1973 in Berlin. Sie absolvierte ein Studium der Betriebswirtschaftslehre und Medienberatung an der TU Berlin. Danach arbeitete Öney als Bankangestellte und wechselte dann zum staatlichen türkischen Fernsehsender TRT. Dort arbeitete sie als Redaktionsassistentin, dann als Assistentin der Geschäftsführung und als Redakteurin und Moderatorin, bis sie am 17. September 2006 ins Berliner Abgeordnetenhaus gewählt wurde. Zwischenzeitlich war sie die Pressesprecherin des Bildungswerkes Kreuzberg (BWK).

### Parteilaufbahn
Bilkay Öney war bis zum 12. Mai 2009 Mitglied der Grünen. Öney wurde zur integrationspolitischen Sprecherin der Grünen gewählt und war Mitglied des Innenausschusses und des Ausschusses für Integration, Arbeit und Soziales.
Am 15. Mai 2009 trat Öney aus der Partei Bündnis 90/Die Grünen aus und in die SPD ein. Sie begründete dies mit bundespolitischen Erwägungen und stellte fest, „dass die Grünen eben nur die Gutmenschen sind und nicht die besseren Menschen“.
Zur Wahl zum Abgeordnetenhaus von Berlin 2011 sollte sie als SPD-Spitzenkandidatin im Bezirk Mitte auf Listenplatz eins kandidieren, bevor sie Ministerin in Baden-Württemberg wurde.

### Abgeordnetentätigkeit
Öney erzielte über den Platz drei der grünen Landesliste Berlin im September 2006 den Einzug in das Abgeordnetenhaus von Berlin.
Nach ihrem Parteiwechsel im Jahr 2009 war sie Mitglied der SPD-Fraktion im Berliner Abgeordnetenhaus und saß dort im Innenausschuss, im Rechtsausschuss sowie im Ausschuss für Verfassungsschutz.

### Öffentliche Ämter
Im Mai 2011 wurde Öney als Ministerin für Integration in die grün-rote Landesregierung in Baden-Württemberg unter Ministerpräsident Winfried Kretschmann berufen. Das Ministerium war neu geschaffen worden, davor war das Aufgabengebiet Teil des Justizministeriums gewesen. Das kleinste Ministerium der baden-württembergischen Regierung geriet vor allem während der Flüchtlingskrise in Europa ab 2015 in den öffentlichen Fokus.

### Sonstiges Engagement, Ehrungen, Auszeichnungen
Öney trat der von Cem Özdemir 1994 mitgegründeten und den Grünen nahestehenden Initiative ImmiGrün – Bündnis der neuen InländerInnen bei, deren Sprecherin sie bis Mai 2009 war.
- German-American-Young-Leader der Atlantik-Brücke e. V. (2003)
- World-Young-Business-Achiever (WYBA) Finalistin Deutschland (2003)
- Mitglied der Bundesversammlung zur Wahl des deutschen Bundespräsidenten 2004
- European-Young-Leader der Atlantik-Brücke e. V. (2005)
- German-Israeli-Young-Leader der Bertelsmann-Stiftung (2008)
- Marshall-Memorial-Fellow des German Marshall Fund (2009)
- Bund Deutscher PfadfinderInnen
- Mitglied im Beirat von Türkiyemspor Berlin (bis zur Beiratsauflösung)

2013 erhielt Bilkay Öney den Clara-Zetkin-Preis der IG Metall Heidenheim für ihren Einsatz in der Politik.
2015 wurde Bilkay Öney von der Helga und Edzard Reuter-Stiftung für ihr „Bemühen um ein friedliches Zusammenleben von Menschen aus verschiedenen Kulturkreisen und das Engagement für die Integration von Zuwanderern in der deutschen Gesellschaft“ geehrt.
Nach dem Ausscheiden aus dem Ministeramt hatte sie eine Video-Kolumne bei der Berliner Tageszeitung Der Tagesspiegel. Im März 2018 wurde sie Geschäftsführerin der Stiftung Fairchance.

### Privates
Öney ist alevitisch und bezeichnete sich selbst als „Rock ’n’ Roll-Muslima“. Später erläuterte sie, in einer linksliberalen „feministischen“ Lehrerfamilie ohne religiöse Erziehung groß geworden zu sein: „Meine Eltern waren immer der Auffassung, dass Religion der Menschheit mehr Schaden gebracht hat als Nutzen“.
Am 8. März 2018 teilte Bilkay Öney via Twitter mit, dass sie zwei Wochen zuvor am 22. Februar geheiratet habe und nun den Nachnamen Kadem trage. Am 20. Januar 2021 meldete sie ebenfalls auf Twitter, dass sie ihren früheren Namen Öney wieder angenommen habe.

## Positionen

### Kopftuchverbot
Öney trat für ein Kopftuchverbot im öffentlichen Dienst ein. In ihrer Eigenschaft als Landesministerin für Integration jedoch forderte sie 2011 eine erneute Debatte über das Kopftuchverbot. „Früher habe ich gesagt, das Neutralitätsgebot des Staates ist sehr wichtig. Als Integrationsministerin muss ich nun dafür Sorge tragen, dass sich auch die Musliminnen integrieren. Es ist eine Abwägungsfrage.“

### Religiöse Beschneidung
Im Jahr 2012 forderte Öney nach einem Urteil des Landgerichts Köln, wonach die Beschneidung von Jungen aus religiösen Beweggründen rechtswidrig und strafbar ist, gesetzliche Regeln zur Stärkung der Religionsfreiheit. Kern der Entscheidung war die Abwägung zwischen der Religionsfreiheit der Eltern und dem Recht eines Kindes auf körperliche Unversehrtheit. Das Gericht urteilte, entscheidend sei nicht das Recht der Eltern auf Religions- und Erziehungsfreiheit; entscheidend sei allein das Recht des Kindes auf körperliche Unversehrtheit. Öney erklärte in diesem Zusammenhang, sie frage sich, warum jetzt eine Art Religionskrieg angezettelt werde. Das Argument mit dem Kindeswohl sei für sie fadenscheinig. „Als hätten Juden und Muslime das Kindeswohl nicht im Blick. Das finde ich unverschämt.“ Sie wolle nicht, dass Deutschland das einzige Land auf der Welt sei, das Beschneidungen verbiete: „Damit würde die freie Religionsausübung eingeschränkt.“

### Doppelte Staatsbürgerschaft
Als erste türkeistämmige Ministerin setzte sich Öney in ihrer Funktion als Landesministerin im Bundesrat für die doppelte Staatsbürgerschaft und gegen das Optionsmodell ein.

### Innere Sicherheit
Im Juni 2012 wurde Öney vom baden-württembergischen Oppositionspolitiker Bernhard Lasotta für ihre Antwort auf eine Frage in einem Interview und einer Podiumsdiskussion kritisiert.
Öney hatte auf Rückfragen nach dem Begriff Tiefer Staat angemerkt, die Schwierigkeiten der deutschen Behörden, die Anschlagspläne und Mordserie der rechtsextremistischen Terrorzelle NSU frühzeitig und umfassend aufzudecken, seien auch mit der Existenz eines „tiefen Staates“ in Deutschland zu erklären. Der Begriff Tiefer Staat wird in der Türkei gebraucht, um eine der Öffentlichkeit wenig bekannte Beziehung zwischen Sicherheitskräften, Politik, Justiz, Verwaltung und dem organisierten Verbrechen zu beschreiben, beispielsweise im Zusammenhang mit den Hintergründen der Ermordung des kritischen Journalisten Hrant Dink. Öney distanzierte sich von ihren Äußerungen mit den Worten: „Ich habe bereits mehrfach klargestellt, dass ich keinerlei Thesen zu einem Tiefen Staat in Deutschland vertrete. Es ging um Ermittlungsfehler im Rahmen der NSU-Mordserie.“ Sie erklärte, sie hätte den Begriff nicht aufgreifen dürfen: „Die Aussage Tiefer Staat wurde falsch verstanden. Indem die CDU mit den Wörtern spielt, versuchen sie meine Staatstreue zu prüfen.“

## Rolle als Flüchtlings- und Asylpolitikerin
Im Zuge der seit Herbst 2014 ansteigenden Flüchtlings- und Asylbewerberzahlen auch in Baden-Württemberg wird Öney von der Presse attestiert, „ihre Rolle gefunden“ zu haben: „In der Flüchtlingskrise zählt Öney zu den Stützen von Ministerpräsident Winfried Kretschmann. Selbst die CDU zollt Respekt“. Öney wirbt in Bürgerversammlungen selber für die Regierungspolitik in der Flüchtlingsunterbringungsfrage und sucht dabei auch „den Schulterschluss mit der CDU“ – erfolgreich: „Am Ende: Beifall“. Öney definiert ihre Flüchtlingspolitik und die der Landesregierung als dialogisch, transparent und offen: „Uns war wichtig, von Anfang an Landkreise, Landräte, Regierungspräsidien, aber auch Kommunen, Bürgermeister und Gemeinderäte einzubeziehen. Es muss klar sein: Wir richten keine Aufnahmestelle gegen den Willen der Bürger ein, sondern mit ihnen gemeinsam“. Statt Zweifel an ihrer Kompetenz und am Sinn des neuen Integrationsministeriums „erhält sie sogar Lob von der CDU-Opposition… 'Sie hat’s gepackt, meint ein früherer CDU-Minister“.
Im Frühjahr 2015 erläuterte Öney in mehreren Zeitungsinterviews ihre Auffassung, dass man „Ängste vor zu viel Zuwanderung ernst nehmen“ müsse – in manchen Städten gebe es ein deutliches Missverhältnis von Einwanderern und Einheimischen, das sich Rechtspopulisten politisch zunutze machten. Besorgt macht Öney die Lage in ihrer Heimatstadt Berlin: „Dort sind einige Bezirke aus dem Gleichgewicht geraten, weil der Anteil der Ausländer innerhalb kürzester Zeit extrem gestiegen ist. Wenn man aber auf den Straßen fast keine Deutschen mehr sieht, dann schrillen bei den Deutschen, die dort leben, aber auch bei den schon alteingesessenen Migranten die Alarmglocken“. „Mit Blick auf die innere Sicherheit“ fordert Öney die Einführung von Grenzkontrollen: „Unsere Grenzen sind derzeit zu durchlässig“. Zugleich spricht sie sich dafür aus, mehr Geld für schnelle Integration bereitzustellen.